# 管家

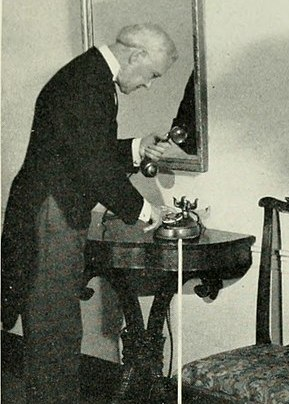
Butler c. 1922

管家（英語：Butler）是一个在大家庭中为其服务的仆人。管家的雇主有皇室成員、部落酋長、貴族世家、政府高官、億萬富豪、石油大亨、社會名流還有高檔酒店、招待所等，雇主平均都有三處以上的房產，每個房產平均雇佣15個工作人員。如果房子非常大，那么会被分成不同的单元，如：餐厅、酒窖、餐具室，每个单元会有相应的管家来管理还会通常都會被分为很多部分。分解了管家的工作。有时候管家负责掌管整个一楼，女僕長管理宅子的其他部分和外观。管家通常是男性，管理所有的男性仆人；女僕長则常为女性，管理所有的女性仆人。一个资深的管家，具有最高的地位。在过去，男性仆人（如门僮）非常稀少所以他们的收入和地位往往比其它女性仆人要高。而在所有男性仆人中，管家的地位最高。
在现代家庭中，管家仍是非常资深的员工，他们的称呼通常是大管理员、执行管家、房产经理、男仆、员工经理、物业经理、家庭工作人员负责人等。根据不同雇主的需求，被雇佣者的职称会由于职责的不同而有不同。在一个非常大的家庭或着雇主有着多处房产时，有时会有一个比管家级别更高的房产经理。

## 背景
英語Butler一词源自于古法语bouteleur，意为“端杯子的人” 。这个词最早源于拉丁语中的bouteille，意为“瓶子”，一词演化而来。管家这个角色，几个世纪以来，都是作为一个家庭的总管理员而存在的。英式管家出現的早期大約是在中世紀的時候，只有英國和法國的王室家庭或世襲的貴族及有爵位的名門才有資格正式僱傭，即便是再有錢的普通人也不被允許聘用英式管家。所以，他們也成為了貴族身份的象徵。这个职位被委以管理和提供与葡萄酒以及其他瓶装饮品服务的工作。这在古代，这些酒和饮品通常代表了一个家庭相当一部分的财富。

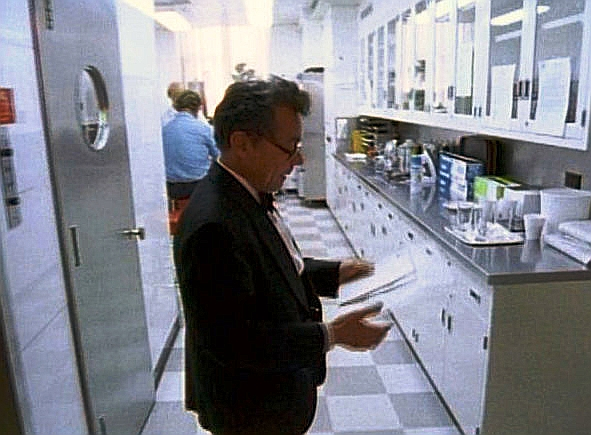
於美國白宮裡的 Butler's Pantry 的一位管家。

在英国管家原本是一个大家庭中处于中间等级的成员。在十七世纪到十八世纪，管家逐渐地在一个大家庭中变成一位高级成员。这时的管家不仅仅局限在家庭中，还会参与到外面的房地产和金融事务中，并在十九世纪时高级管家步入了上流社会。管家原先穿着一身有别于一些初级的仆从的特殊制服，但是今天管家更多的是穿着西服或商务休闲服饰且只在一些特殊的场合穿着其制服。
一个西尔弗曼或银巴特勒拥有管理学的专业知识，安全存储，使用并清洗所有的银器（相关的餐具及用于军事上使用的用具和其他特殊工具）。其他参见Silver (household)。